# Xquiq Corona
La Xquiq Corona è una struttura geologica della superficie di Venere.